# Ruslan Romanowitsch Litwinow
Ruslan Romanowitsch Litwinow (russisch Руслан Романович Литвинов; * 18. August 2001 in Woronesch) ist ein russischer Fußballspieler.

## Karriere

### Verein
Litwinow begann seine Karriere bei Spartak Moskau. Im August 2019 debütierte er für die zweite Mannschaft von Spartak in der zweitklassigen Perwenstwo FNL, als er am neunten Spieltag der Saison 2019/20 gegen FK Jenissei Krasnojarsk in der 79. Minute für Michail Ignatow eingewechselt wurde. Bis Saisonende kam er zu sieben Einsätzen in der zweithöchsten Spielklasse.
Im Oktober 2020 debütierte er im Pokal gegen Jenissei Krasnojarsk für die erste Mannschaft von Spartak. Sein Debüt in der Premjer-Liga gab er im Dezember 2020, als er am 17. Spieltag der Saison 2020/21 gegen den FK Tambow in der Nachspielzeit für Alex Král eingewechselt wurde.

### Nationalmannschaft
Litwinow durchlief ab der U-17 sämtliche russische Jugendnationalteams. Im November 2020 debütierte er gegen Slowenien für die U-21-Auswahl.
Im November 2022 debütierte er in einem Testspiel gegen Usbekistan im A-Nationalteam.